# Regieleistung
Regieleistungen sind Arbeiten, die aufgrund einer nicht vorhergesehenen (nicht geplanten) Entwicklung erforderlich sind und nach Zeitaufwand bezahlt werden. Häufig ist dies z. B. bei Bauarbeiten der Fall.
In Österreich regelt der Abschnitt 6.4 der ÖNORM B 2110 (Ausgabe: 15. März 2013) die Durchführung von
Regieleistungen auf Baustellen. Regieleistungen dürfen demnach nur dann ausgeführt werden, wenn sie vom Auftraggeber angeordnet sind.
Umstände, die zu Aufzahlungen führen (Erschwernisse, Überstunden etc.) sind vor Inangriffnahme der Leistung zwischen Auftraggeber
und Auftragnehmer einvernehmlich festzulegen.
Der Auftragnehmer hat über die Regieleistungen täglich Aufzeichnungen zu führen und diese binnen einer Woche dem Auftraggeber zur Bestätigung und Anerkennung der Art und des Umfanges der Regieleistung zu übermitteln.
In der Schweiz ist die Vergütung für Regiearbeiten in Art. 374 OR geregelt.